# Xiphopterella major
Xiphopterella major är en stensöteväxtart som beskrevs av Barbara S. Parris. Xiphopterella major ingår i släktet Xiphopterella och familjen Polypodiaceae. Inga underarter finns listade.